# 1990-es Formula–1 mexikói nagydíj
A mexikói nagydíj volt az 1990-es Formula–1 világbajnokság hatodik futama.

## Futam
Mexikóban Berger indult az első helyről, Riccardo Patrese, Senna és Mansell előtt. Prost csak a 13. helyet tudta megszerezni.
Az élre Patrese állt, akit Senna és Berger követett. A 2. körben Senna megelőzte Patresét, majd csapattársa követte, így az élen a két McLaren haladt. A mezőny hátsó részében Prost rossz rajtpozíciójából indulva gyorsan küzdötte át magát a mezőnyön, míg Piquet a harmadik helyre jött fel. Berger korán kiállt új gumikért a 13. körben. Piquet így második lett, de Mansell megelőzte. Prost folytatta gyors felzárkózását, 15 körrel a verseny vége előtt megszerezte a második helyet Manselltől. A francia előtt már csak Senna haladt, aki gumiprobléma miatt lelassult. A brazil kockáztatott, és nem állt ki új gumikért. A 60. körben Prost megelőzte, majd 3 körrel később Senna egyik hátsó kereke felrobbant és kiesett. A második helyért Mansell és Berger folytatott küzdelmet. Mansell a külső íven előzte meg az osztrákot a nagyon gyors Peraltada-kanyarban, így a Ferrari kettős győzelmet ünnepelhetett. Prost és Mansell mögött Berger, Nannini és Boutsen ért célba.
|         | Rsz. | Versenyző          | Csapat                | Körök | Idő/Kiesések | Rajthely | Pontok |
| ------- | ---- | ------------------ | --------------------- | ----- | ------------ | -------- | ------ |
| 1       | 1    | Alain Prost        | Ferrari               | 69    | 1:32:35,783  | 13       | 9      |
| 2       | 2    | Nigel Mansell      | Ferrari               | 69    | + 25,351     | 4        | 6      |
| 3       | 28   | Gerhard Berger     | McLaren-Honda         | 69    | + 25,530     | 1        | 4      |
| 4       | 19   | Alessandro Nannini | Benetton-Ford         | 69    | + 41,099     | 14       | 3      |
| 5       | 5    | Thierry Boutsen    | Williams-Renault      | 69    | + 46,669     | 5        | 2      |
| 6       | 20   | Nelson Piquet      | Benetton-Ford         | 69    | + 46,943     | 8        | 1      |
| 7       | 4    | Jean Alesi         | Tyrrell-Ford          | 69    | + 49,077     | 6        |        |
| 8       | 12   | Martin Donnelly    | Lotus-Lamborghini     | 69    | + 1:06,142   | 12       |        |
| 9       | 6    | Riccardo Patrese   | Williams-Renault      | 69    | + 1:09,918   | 2        |        |
| 10      | 11   | Derek Warwick      | Lotus-Lamborghini     | 68    | + 1 kör      | 11       |        |
| 11      | 8    | Stefano Modena     | Brabham-Judd          | 68    | + 1 kör      | 10       |        |
| 12      | 23   | Pierluigi Martini  | Minardi-Ford          | 68    | + 1 kör      | 7        |        |
| 13      | 22   | Andrea de Cesaris  | Dallara-Ford          | 68    | + 1 kör      | 15       |        |
| 14      | 24   | Paolo Barilla      | Minardi-Ford          | 67    | + 2 kör      | 16       |        |
| 15      | 35   | Gregor Foitek      | Onyx-Ford             | 67    | + 2 kör      | 23       |        |
| 16      | 25   | Nicola Larini      | Ligier-Ford           | 67    | + 2 kör      | 24       |        |
| 17      | 9    | Michele Alboreto   | Arrows-Ford           | 66    | + 3 kör      | 17       |        |
| 18      | 26   | Philippe Alliot    | Ligier-Ford           | 66    | + 3 kör      | 22       |        |
| 19      | 14   | Olivier Grouillard | Osella-Ford           | 65    | + 4 kör      | 20       |        |
| 20      | 27   | Ayrton Senna       | McLaren-Honda         | 63    | Defekt       | 3        |        |
| Kiesett | 36   | Jyrki Järvilehto   | Onyx-Ford             | 26    | Motorhiba    | 26       |        |
| Kiesett | 29   | Éric Bernard       | Larrousse-Lamborghini | 12    | Fékhiba      | 25       |        |
| Kiesett | 30   | Szuzuki Aguri      | Larrousse-Lamborghini | 11    | Ütközés      | 19       |        |
| Kiesett | 3    | Nakadzsima Szatoru | Tyrrell-Ford          | 11    | Ütközés      | 9        |        |
| Kiesett | 7    | David Brabham      | Brabham-Judd          | 11    | Elektronika  | 21       |        |
| Kiesett | 21   | Emanuele Pirro     | Dallara-Ford          | 10    | Motorhiba    | 18       |        |
| Kizárva | 33   | Roberto Moreno     | Euro Brun-Judd        |       | Kizárva      |          |        |
| NK      | 16   | Ivan Capelli       | Leyton House-Judd     |       |              |          |        |
| NK      | 15   | Maurício Gugelmin  | Leyton House-Judd     |       |              |          |        |
| NK      | 10   | Alex Caffi         | Arrows-Ford           |       |              |          |        |
| NeK     | 18   | Yannick Dalmas     | AGS-Ford              |       |              |          |        |
| NeK     | 17   | Gabriele Tarquini  | AGS-Ford              |       |              |          |        |
| NeK     | 31   | Bertrand Gachot    | Coloni-Subaru         |       |              |          |        |
| NeK     | 34   | Claudio Langes     | Euro Brun-Judd        |       |              |          |        |
| NeK     | 39   | Bruno Giacomelli   | Life                  |       |              |          |        |

## Statisztikák
Vezető helyen:
- Ayrton Senna: 60 (1-60)
- Alain Prost: 9 (61-69)

Alain Prost 41. (R) győzelme, 33. (R) leggyorsabb köre, Gerhard Berger 6. pole-pozíciója.
- Ferrari 99. győzelme.